# 松川佳以
松川 佳以（まつかわ けい、1987年3月16日 - ）は、日本の女性タレント。本名、同じ。
大阪府出身。NHK教育『天才てれびくん』てれび戦士（1997年度 - 1998年度）で知られている。

## 略歴
- 劇団東俳に入団し、子役として活動[1]。

## 出演

### テレビドラマ
- いのちの現場から4（1996年、毎日放送）佐山安奈 役
- こちら第三社会部 第11話（2001年、TBS）

### バラエティ
- ぜんぜんこども（毎日放送）
- 屋台の目ぇ（毎日放送）
- 大阪ほんわかテレビ（よみうりテレビ）
- 天才てれびくん（1997年 - 1999年、NHK教育）てれび戦士[2]

### 映画
- RYOHKAN -良寛-

### CM
- 近鉄あやめ池遊園地
- 中国電力
- 住友生命

### 舞台
- ライオンキング（1999年）ヤング・ナラ 役